# Mittelmeerspiele 2005
Die XV. Mittelmeerspiele fanden in Almería, Spanien vom 24. Juni bis zum 3. Juli 2005 statt. 3.214 Athleten (2.134 Männer und 1.080 Frauen) aus 21 Ländern nahmen in 27 Sportarten teil.

## Sportarten
Im Jahr 2005 waren folgende Sportarten im Programm:
Schwimmen, Wasserball, Bogenschießen, Basketball, Boule-Spiel, Bowling, Boxen, Kajak, Radsport, Reiten, Fechten, Fußball, Golf, Turnen, Handball, Judo, Karate, Rudern, Segeln, Sportschießen, Tischtennis, Volleyball, Beachvolleyball, Gewichtheben, Ringen, Leichtathletik.

## Orte und Spielstätten
| Almería - Estadio de los Juegos Mediterráneos (Leichtathletik, Fußball) - Palacio de Deportes Mediterráneo (Gymnastik, Volleyball) - Centro Deportivo de las Almadrabillas, (Schwimmen, Wasserball) - Pabellón "Moisés Ruiz" (Gymnastik, Volleyball) - Campo de golf de la Villa Mediterránea, (Golf) - Almería Pferdesport Club (Pferdesport) - "Rafael Florido" Sporthalle (Karate, Judo) - "Emilio Campra" Stadion (Bogenschießen) - Pabellón de la Juventud Antonio Rivera, (Gewichtheben) - Club de Mar (Segeln) - Bullring (Bowls) - El Palmeral Beach Volleyball Stadion (Beach Volleyball) - Los Ángeles Sporthalle (Boxen) Cuevas del Almanzora - Cuevas del Almanzora Canal (Rudern, Kajak) | El Ejido - El Ejido Stadion (Fußball) - El Ejido Sporthalle (Basketball) - Las Norias Sporthalle (Volleyball) Gádor - Mittelmeer Schießcenter (Schießen) Huércal de Almería - Almería Tennis Club (Tennis) - Huércal de Almería Sporthalle (Ringen) Roquetas de Mar - "Antonio Peroles" Stadion (Fußball) - "Infanta Cristina" Sporthalle (Handball) - "Máximo Cuervo" Sporthalle (Tischtennis, Fechten) Vícar - Vícar Stadion (Fußball) - Vícar Sporthalle (Handball) |

## Maskottchen
Das Maskottchen ist das bunte Indalete, ein an Höhlenmalerei erinnernde Darstellung eines Mannes mit einem Bogen, das zudem als Glücksbringer gilt.

## Teilnehmer
- Ägypten ( 24 /  113)
- Albanien (23 / 35)
- Algerien (30 / 84)
- Bosnien und Herzegowina (7 / 41)
- Frankreich (155 / 213)
- Griechenland (134 / 207)
- Italien (156 / 241)
- Kroatien ( 83 /  117)
- Libanon (4 / 16)
- Libyen (– / 34)
- Malta (3 / 26)
- Monaco (1 / 15)
- Marokko (32 / 110)
- San Marino (5 / 28)
- Serbien und Montenegro ( 45 / 108)
- Slowenien (61 / 98)
- Spanien (174 / 289)
- Syrien (2 / 28)
- Tunesien (25 / 99)
- Türkei (100 / 200)
- Zypern (13 / 23)

## Medaillenspiegel
| Platz  | Nation                  | Gold | Silber | Bronze | Gesamt |
| ------ | ----------------------- | ---- | ------ | ------ | ------ |
| 1      | Italien                 | 57   | 40     | 56     | 153    |
| 2      | Frankreich              | 56   | 51     | 46     | 153    |
| 3      | Spanien                 | 45   | 59     | 48     | 152    |
| 4      | Türkei                  | 20   | 24     | 29     | 73     |
| 5      | Ägypten                 | 15   | 10     | 18     | 43     |
| 6      | Griechenland            | 13   | 15     | 31     | 59     |
| 7      | Tunesien                | 13   | 7      | 15     | 35     |
| 8      | Slowenien               | 10   | 8      | 17     | 35     |
| 9      | Algerien                | 9    | 5      | 11     | 25     |
| 10     | Serbien und Montenegro  | 8    | 9      | 15     | 32     |
| 11     | Kroatien                | 5    | 10     | 11     | 26     |
| 12     | Marokko                 | 3    | 6      | 3      | 12     |
| 13     | Syrien                  | 1    | 5      | 5      | 11     |
| 14     | Zypern                  | 1    | 4      | 2      | 7      |
| 15     | Bosnien und Herzegowina | 1    | 2      | 3      | 6      |
| 16     | Libyen                  | 1    | 0      | 1      | 2      |
| 17     | Albanien                | 0    | 2      | 4      | 6      |
| 18     | San Marino              | 0    | 1      | 0      | 1      |
| 19     | Malta                   | 0    | 0      | 1      | 1      |
| Gesamt | Gesamt                  | 258  | 258    | 316    | 832    |

Keine Medaille konnten die Teilnehmer aus dem Libanon und Monaco erringen.